# سایوز تی‌ام‌ای-۶
سایوز-تی‌ام‌ای-۶ (به روسی: Союз )(به معنای اتحاد) یک مأموریت سرنشین دار سازمان ملی فضانوردی روسیه به سمت ایستگاه فضایی بین‌المللی محسوب می‌شود. در طول این مأموریت ۲ فضاپیمای پشتیبانی پروگرس و ۱ مأموریت بازدید از خدمه تحت عنوان اس‌تی‌اس-۱۱۴ به ایستگاه متصل شدند.

همچنین فضاپیمای این مأموریت وظیفه ارسال و بازگرداندن فضانوردان گروه اعزامی ۱۱ را نیز بر عهده داشت.

## خدمه مأموریت
| شماره | نام           | ملیت                | تعداد پرواز | نقش عملیاتی | تصویر |
| ۱     | سرگئی کریکالف | روسیه               | ۶           | فرمانده     |       |
| ۲     | روبرتو ویتوری | ایتالیا             | ۲           | مهندس پرواز |       |
| ۳     | جان ال فیلیپس | ایالات متحده آمریکا | ۲           | مهندس پرواز |       |

## نگارخانه

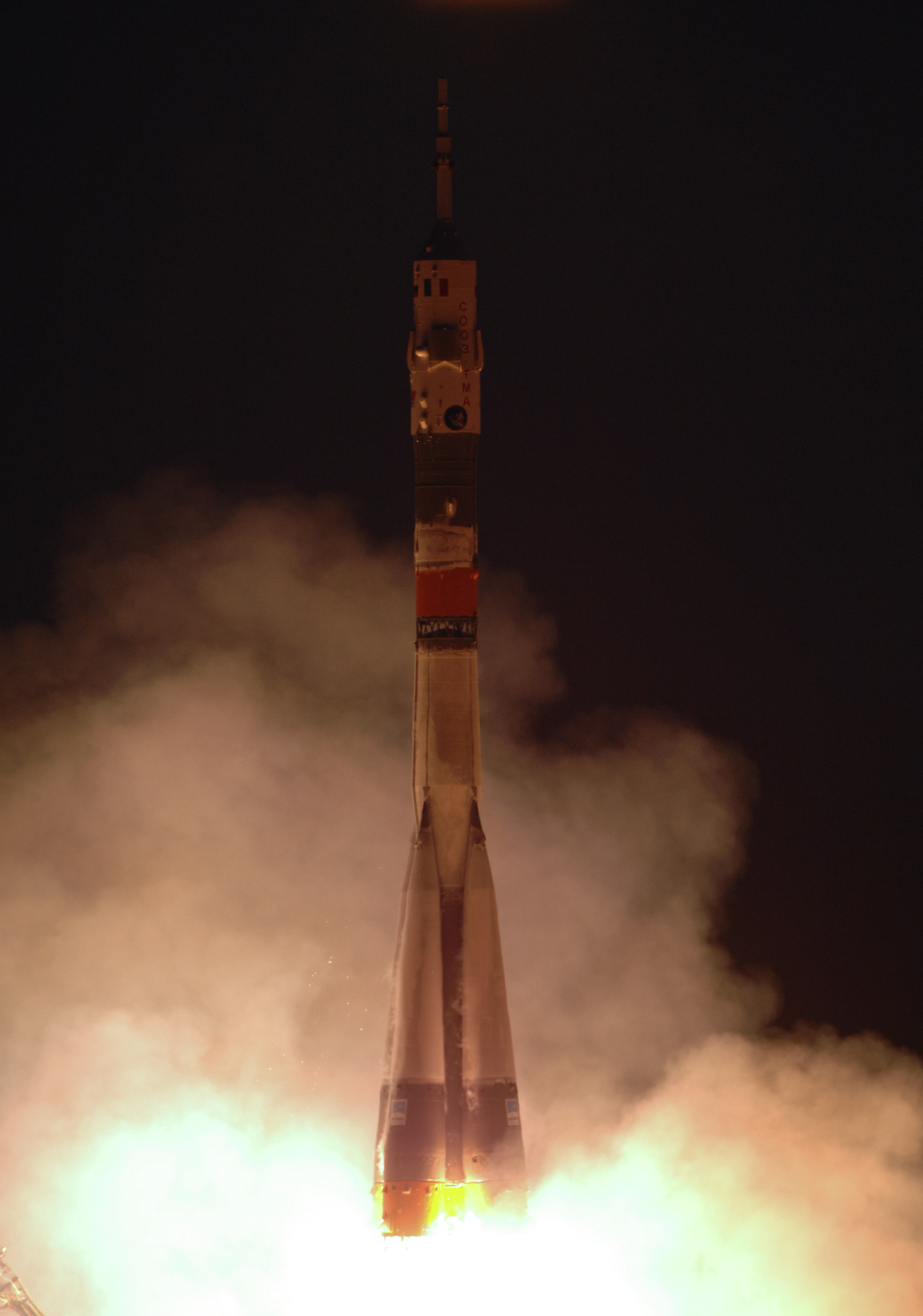
پرتاب تی‌ام‌ای-۶
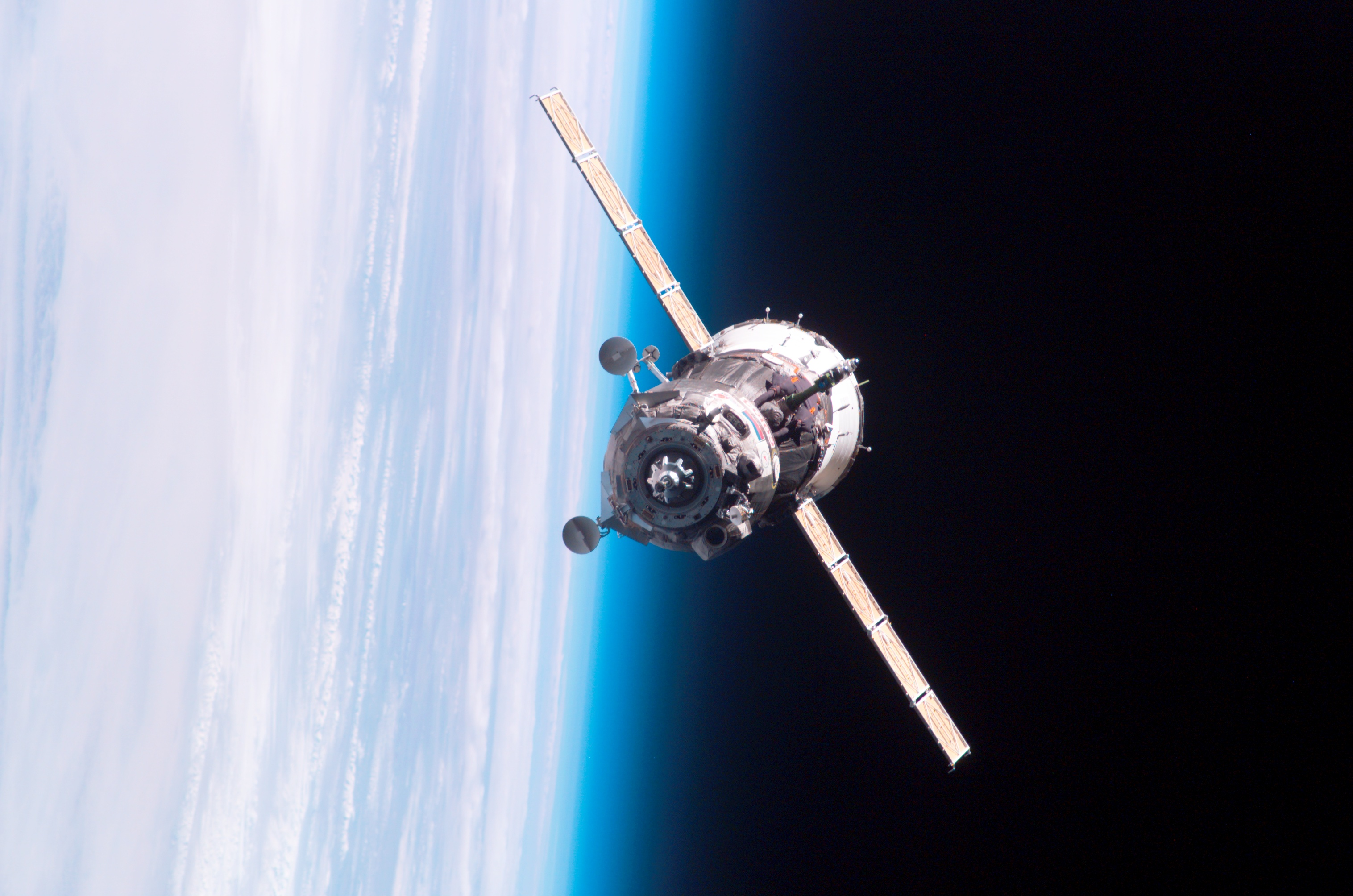
تی‌ام‌ای-۶ در تلاش برای پهلوگیری ایستگاه
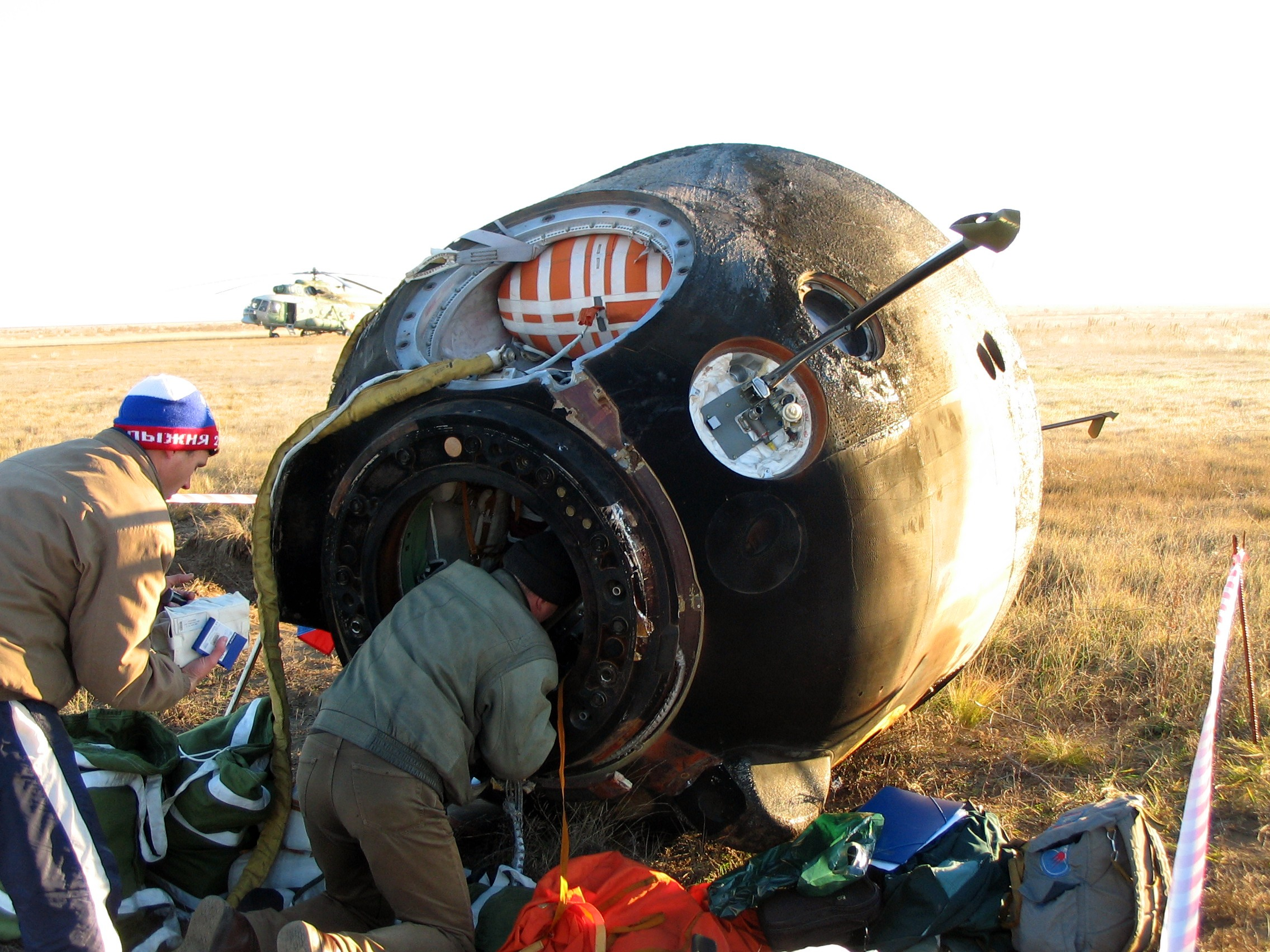
ماژول فرود تی‌ام‌ای-۶